# Is Anybody There?
Is Anybody There? is een Britse dramafilm uit 2008, geregisseerd door John Crowley met in de hoofdrol Michael Caine.

## Verhaal
In 1987 is Edward een tienjarige jongen die in een bejaardentehuis woont dat wordt gerund door zijn ouders. Omringd door de dood raakt hij geobsedeerd door het vinden van bewijs van leven na de dood, waarbij hij vaak een bandrecorder gebruikt om zijn ontmoetingen vast te leggen. Hij wordt bij zijn zoektocht geholpen door Clarence, een oudere voormalige goochelaar in de vroege stadia van dementie, die onlangs het huis is binnengekomen. De film volgt hun missie en hun vriendschap, waardoor zowel Edward als Clarence uiteindelijk in het reine kunnen komen met hun respectievelijke situaties.

## Rolverdeling
| Acteur          | Personage |
| --------------- | --------- |
| Michael Caine   | Clarence  |
| Bill Milner     | Edward    |
| David Morrissey | vader     |
| Anne-Marie Duff | moeder    |
| Leslie Phillips | Reg       |
| Sylvia Syms     | Lilian    |
| Peter Vaughan   | Bob       |
| Thelma Barlow   | Ena       |
| Rosemary Harris | Elsie     |

## Productie
De opnames vonden plaats in Hastings en Chalfont St. Giles, maar sommige scènes werden ook gefilmd in Folkestone en Hythe.

## Release
De film ging in première op 7 september 2008 op het Internationaal filmfestival van Toronto onder de oorspronkelijke titel Is There Anybody There?

## Ontvangst
Op Rotten Tomatoes heeft Is Anybody There? een waarde van 66% en een gemiddelde score van 6,30/10, gebaseerd op 116 recensies. Op Metacritic heeft de film een gemiddelde score van 54/100, gebaseerd op 19 recensies.

## Prijzen en nominaties
| Jaar | Prijs                           | Categorie                                  | Genomineerde(n) | Uitslag     |
| ---- | ------------------------------- | ------------------------------------------ | --------------- | ----------- |
| 2009 | Writers' Guild of Great Britain | Beste scenario voor speelfilm - nieuwkomer | Peter Harness   | Genomineerd |
| 2010 | London Film Critics' Circle     | Jonge Britse speler van het jaar           | Bill Milner     | Genomineerd |